# Мисловичі (заказник)
Мисло́вичі — гідрологічний заказник місцевого значення в Україні. Об'єкт природно-заповідного фонду Житомирської області. 
Розташованийний на території Коростенського району Житомирської області, на захід від села Сантарка. 
Площа 52 га. Статус надано згідно з рішенням облвиконкому від 21.01.1982 року № 26. Перебуває у віданні ДП «Коростенське ЛМГ» (Омелянівське л-во, кв. 57, вид. 4, 7, 9, 10; кв. 58, вид. 1—3, 7, 11, 12, 18). 
Статус надано для збереження низинного мохово-сфагнового болота з осоковими і злаковими угрупуваннями. Гніздуються болотні і водоплавні птахи. Нараховується понад 10 видів рептилій, земноводних, плазунів.